# تپه دین‌کتی باوند جنید
تپه دین‌کتی باوند جنید مربوط به دوران‌های تاریخی پس از اسلام است و در شهرستان قائم شهر، بخش مرکزی، روستای جنید واقع شده و این اثر در تاریخ ۲۶ اردیبهشت ۱۳۵۶ با شمارهٔ ثبت ۱۴۰۷ به‌عنوان یکی از آثار ملی ایران به ثبت رسیده است.